# Paul Crichton
Paul Andrew Crichton, angleški nogometaš in trener, * 3. oktober 1968, Pontefract, Anglija, Združeno kraljestvo.